# Parafia św. Macieja Apostoła w Zabrzu
Parafia Świętego Macieja Apostoła w Zabrzu – parafia metropolii katowickiej, diecezji gliwickiej, dekanatu zabrzańskiego Kościoła katolickiego obrządku łacińskiego. Powstała w 1937 roku.

## Adres parafii
Parafia św. Macieja Apostoła

41-800 Zabrze ul. Kondratowicza 15a